# Dr. Sin
Dr. Sin è una band hard rock brasiliana di São Paulo.

## Formazione

### Formazione attuale
- Andria Busic (nato il 09/10/1965 a San Paolo del Brasile) - voce e basso
- Edu Ardanuy (Eduardo Ardanuy, nato il 20/06/1967 a San Paolo del Brasile) - chitarra
- Ivan Busic (nato il 15/02/1967) - batteria e percussioni

### Ex componenti
- Mike Vescera (nato il 13/06/1962 a Prospect, USA) - voce (2000)

## Discografia
- 1993: Dr. Sin
- 1995: Brutal
- 1996: Silent Scream (Japanese version of Brutal)
- 1997: Insinity
- 1998: Live In Brazil (Single released in Japan)
- 1999: Alive (Live CD)
- 2000: Dr. Sin II
- 2002: Shadows Of Light (American/European version of Dr. Sin II)
- 2003: Ten Years Live (Live DVD and Double CD)
- 2005: Listen To The Doctors
- 2007: Bravo
- 2011: Animal

## Videografia

### DVD
- 2003 - Ten Years Live